# クロロサリン
クロロサリン（Chlorosarin）は、有機リン化合物で神経ガスの一種。別称はGC、O-イソプロピルメチルホスホノクロリデート、イソプロピルメチルホスホン酸クロリド。